# Димитър Башевски
Димитър Башевски (на македонска литературна норма: Димитар Башевски) е есеист, литературен критик, литературен историк и теоретик от Северна Македония.

## Биография
Роден е в 1943 година в село Гявато, Битолско, тогава анексирано от Царство България. Завършва Философския факултет на Скопския университет. Дълги години работи като журналист, редактор и постоянен дописник на вестник „Нова Македония“ от Атина, Гърция. Директор и главен редактор на издателска къща „Култура“, главен редактор на издателска къща „Слово“. Член е на Македонския ПЕН център и негов председател. От 1969 година е член на Дружеството на писателите на Македония.

## Творчество
- Туѓинец (роман, 1969)
- Враќање (роман, 1972)
- Раска (роман, 1974)
- Нема смрт додека ѕвони (роман, 1980)
- Една година од животот на Иван Плевнеш (роман, 1985)
- Куќата на животот (поезия, 1987)
- Сарајановскиот каранфил (роман, 1990)
- Дневникот на Ања (роман за деца, 1994)
- Привремен престој (поезия, 1995)
- Совладано време (поезия, 1998)
- Бунар (роман, 2001)
- Братот (роман 2007)
- Во дланката своја си гледам (поезия, 2010)
- Прозорци (роман, 2010)
- Белег. Сон (поезия, избор, 2012)
- Прозорци, нова верзија (роман, 2013)
- Мајсторот (раскази, 2013)
- Скршнувања (поезија, 2016)
- Круг (роман), 2017
- [неработеща препратка]Избрани дела Архив на оригинала от 2019-09-27 в Wayback Machine. (во шест тома, 2019)

Превеждан е на английски, чешки, гръцки, румънски, сръбски и албански. Влиза в антологиите на македонската поезия и проза. Превежда от английски. Носител е на наградите „11 октомври“, „Рациново признание“, „Ванчо Николески“, „13 ноември“. В 2001 година Башевски е провъзгласен за лауреат на престижната награда „Роман на годината“ на „Утрински вестник“ за романа „Бунар“.